# جونکی کانایاما
جونکی کانایاما (انگلیسی: Junki Kanayama؛ زادهٔ ۱۲ ژوئن ۱۹۸۸) بازیکن فوتبال اهل ژاپن است.
از باشگاه‌هایی که در آن بازی کرده‌است می‌توان به باشگاه فوتبال کونسادول ساپورو اشاره کرد.